# Geoorde aalscholver
De geoorde aalscholver (Nannopterum auritum synoniem: Phalacrocorax auritus) is een watervogelsoort uit de familie van de  Phalacrocoracidae (Aalscholvers).

## Kenmerken
Deze vogel heeft een gestroomlijnd lichaam, een S-vormige hals en grote poten met zwemvliezen. De kop is in het voorjaar versierd met een dubbele kuif. Zijn oranje-gele gelaat is zijn meest markante kenmerk maar een deel van de populatie heeft in de broedtijd ook een witte wenkbrauwstreep.

## Leefwijze
Als alle leden van de Phalacrocoracidae voedt hij zich voornamelijk met vis, die hij al duikend weet te bemachtigen. Hij zwemt karakteristiek laag in het water en duikt achter vissen aan, zichzelf voortbewegend met zijn grote zwemvliezen.

## Verspreiding
Deze soort komt nu voor over een groot deel van Noord-Amerika en aan de kust en telt vijf ondersoorten:
- N. a. cincinatus: van zuidelijk Alaska tot zuidwestelijk Canada.
- N. a. albociliatus: van zuidwestelijk Canada tot zuidelijk Californië.
- N. a. auritum: centraal en oostelijk Canada en de noordoostelijke Verenigde Staten.
- N. a. floridanus: de zuidelijke en zuidoostelijke Verenigde Staten.
- N. a. heuretus: Cuba en de Bahama's.

De geoorde aalscholver komt evenveel voor op rivieren en meren als langs de kust.